# Aleksandr Ivankov
Aleksandr Ivankov, uzb. cyr. Александр Иванков, ros. Александр Дмитриевич Иванков, Aleksandr Dmitrijewicz Iwankow (ur. 17 października 1949 w Chirchiqu, zm. 6 czerwca 2004 w Taszkencie) – uzbecki piłkarz, grający na pozycji obrońcy, trener piłkarski.

## Kariera piłkarska
Wychowanek Szkoły Sportowej w Chirchiqu. Pierwszy trener Vadim Tereshchenko. Służył w wojsku w Budapeszcie, gdzie jego zauważył trener Wsiewołod Bobrow i polecił młodego piłkarza skautom Paxtakoru Taszkent. W 1970 rozpoczął karierę piłkarską w Paxtakorze Taszkent, w którym występował przez 8 lat. Latem 1977 odszedł do drużyny Shahrixonets Shahrixon. W następnym roku zasilił skład Xorazmu Xonqa, w którym zakończył karierę piłkarza. Jednak jeszcze po roku przerwy już jako trener również wychodził na boisko w barwach zespołu Narimanovets Bogʻot.

## Kariera trenerska
Po zakończeniu kariery piłkarza rozpoczął pracę szkoleniowca. Od 1979 do 1980 trenował Narimanovets Bogʻot. Potem prowadził FK Yangiyer. W 1986 był trenerem reprezentacji Uzbeckiej SRR na Spartakiadzie Narodów ZSRR. W latach 1987–1988 kierował Dinamem Samarkanda. Po rozpadzie ZSRR od 1992 do 1995 stał na czele Nurawszonu Buchara, oraz w 1995 również pracował z MHSK Taszkent. W lipcu 1995 został zaproszony na stanowisko selekcjonera narodowej reprezentacji Uzbekistanu, którą kierował do listopada 1995. W czerwcu 1996 został mianowany na stanowisko głównego trenera Paxtakoru Taszkent. W 1997 opuścił Paxtakor. W 1999 trenował Kimyogar Chirchiq. 8 lutego 2000 powrócił do kierowania Paxtakorem, ale pracował jedynie przez pół roku.
6 czerwca 2004 zmarł w Taszkencie w wieku 54 lat.

## Sukcesy i odznaczenia

### Sukcesy trenerskie
Reprezentacja Uzbeckiej SRR
- finalista Spartakiady Narodów ZSRR: 1986

Nurawszon Buchara
- wicemistrz Uzbekistanu: 1994

Paxtakor Taszkent
- finalista Pucharu Uzbekistanu: 1996
- zdobywca Pucharu Uzbekistanu: 1997

### Odznaczenia
- tytuł Mistrza Sportu ZSRR
- tytuł Zasłużonego Trenera Uzbekistanu: 1986